# Феронікелі
Клубі Футболлістік «Феронікелі» або просто КФ «Феронікелі» (алб. Klubi Futbollistik Feronikeli; KF Feronikeli — професіональний косовський футбольний клуб з міста Глоговац.

## Досягнення
- Райфайзен Суперліга Косово
  -  Чемпіон (3): 2014/15, 2015/16, 2018/19

- Кубок Косова
  -  Володар (3): 2013/14, 2014/15, 2018/19

- Суперкубок Косова
  -  Володар (1): 2014/15

- Перша ліга чемпіонату Косова з футболу
  -  Чемпіон (1): 2011/12

- Кубок незалежності (Албанія)
  -  Володар (1): 2014